# Cottus volki
Cottus volki är en fiskart som beskrevs av Taranetz, 1933. Cottus volki ingår i släktet Cottus och familjen simpor. Inga underarter finns listade i Catalogue of Life.